# Zamarada labrys
Zamarada labrys är en fjärilsart som beskrevs av Fletcher 1974. Zamarada labrys ingår i släktet Zamarada och familjen mätare. Inga underarter finns listade i Catalogue of Life.